# Радио Евронюз България
„Радио Евронюз България“ е информационно радио. То стартира излъчване на 17 октомври 2017 г. под името „105.6 Новините сега“ в София на честотата на рок радиото Star FM – 105.6 MHz.
Радио „105.6 Новините сега“ е собственост на Красимир Гергов и неговата фирма „Оберон Радио Макс“, която държи още и Melody, Fresh!, FM+ и Z-Rock.
На 23 април 2018 г. радиото е закупено от Европа ТВ и е преименувано., като програмата на старото радио продължава да се излъчва всеки делничен ден от 12:00 до 16:00, а през останалото време се излъчва програмата на ТВ Европа.
На 5 май 2022 г. радиото е преименувано на „радио Евронюз България“.